# Gianni
Gianni  è un nome proprio di persona italiano maschile. 

## Varianti
- Maschili: Giani[4][5], Gianno[5]
  - Alterati: Giannino[2][3][4][5], Giannello[4][5], Gianello[5], Giannetto[4][5], Gianetto[5], Giannico[4][5], Giannotto[4], Giannozzo[4]
  - Ipocoristici: Gian[3], Nino[3]
  - Composti: Gianbattista, Giancarlo, Gianfranco, Giangiacomo, Gianluca, Gianluigi, Gianmarco, Gianmaria, Gianmario, Gianpaolo, Gianpiero, Gianpietro
- Femminili: Gianna[1][5]
  - Alterati: Giannina[4][5], Giannella[4][5], Giannetta[4][5], Giannica[4], Giannotta[4], Giannozza[4]

## Origine e diffusione
Analogamente a Vanni, Zanni e Nanni, è un ipocoristico di Giovanni, il più diffuso tra tutti, attestato in molte forme sin dal XII secolo. È ben distribuito in tutta Italia, ma maggiormente in Toscana, ed è molto utilizzato anche per creare nomi composti.
Va notato che "Gianni" è anche la traslitterazione di Γιαννη, la forma greca moderna di Giovanni.

## Onomastico
Al maschile il nome è adespota, ossia privo di santo patrono, quindi l'onomastico si può festeggiare lo stesso giorno di Giovanni (il 24 giugno e il 29 agosto in onore di san Giovanni Battista o il 27 dicembre in ricordo di san Giovanni apostolo); al femminile si ricorda, il 28 aprile, santa Gianna Beretta Molla, madre di famiglia.

## Persone

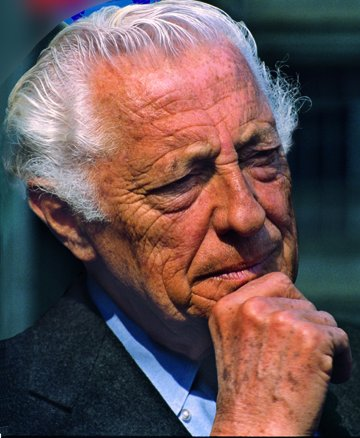
Gianni Agnelli

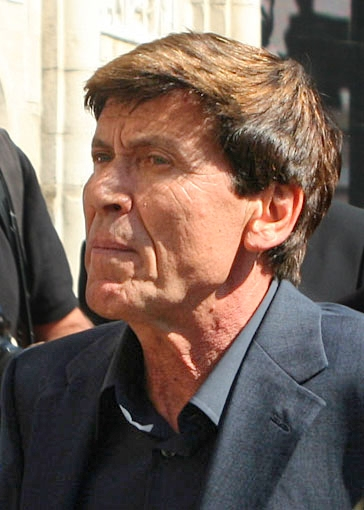
Gianni Morandi

- Gianni Agnelli, imprenditore e politico italiano
- Gianni Agus, attore, conduttore televisivo e attore teatrale italiano
- Gianni Alemanno, politico italiano
- Gianni Amelio, regista italiano
- Gianni Baget Bozzo, presbitero, politico, giornalista e scrittore italiano
- Gianni Bella, cantautore e compositore italiano
- Gianni Brera, giornalista e scrittore italiano
- Gianni Bugno, ciclista su strada e dirigente sportivo italiano
- Gianni Celeste, cantautore italiano.
- Gianni Clerici, tennista, giornalista e scrittore italiano
- Gianni De Biasi, calciatore e allenatore di calcio italiano
- Gianni De Michelis, politico italiano
- Gianni Farinetti, scrittore italiano
- Gianni Garko, attore italiano
- Gianni Granzotto, giornalista e scrittore italiano
- Gianni Letta, politico e giornalista italiano
- Gianni Milano, poeta e pedagogista italiano
- Gianni Minà, giornalista, scrittore e conduttore televisivo italiano
- Gianni Morandi, cantante, cantautore, attore e conduttore televisivo italiano
- Gianni Morbidelli, pilota automobilistico italiano
- Gianni Motta, ciclista su strada italiano
- Gianni Nazzaro, cantante e attore italiano
- Gianni Riotta, giornalista e scrittore italiano
- Gianni Rivera, calciatore e politico italiano
- Gianni Rodari, scrittore, pedagogista, giornalista e poeta italiano
- Gianni Vattimo, filosofo e politico italiano
- Gianni Versace, stilista e imprenditore italiano

### Variante Giannino

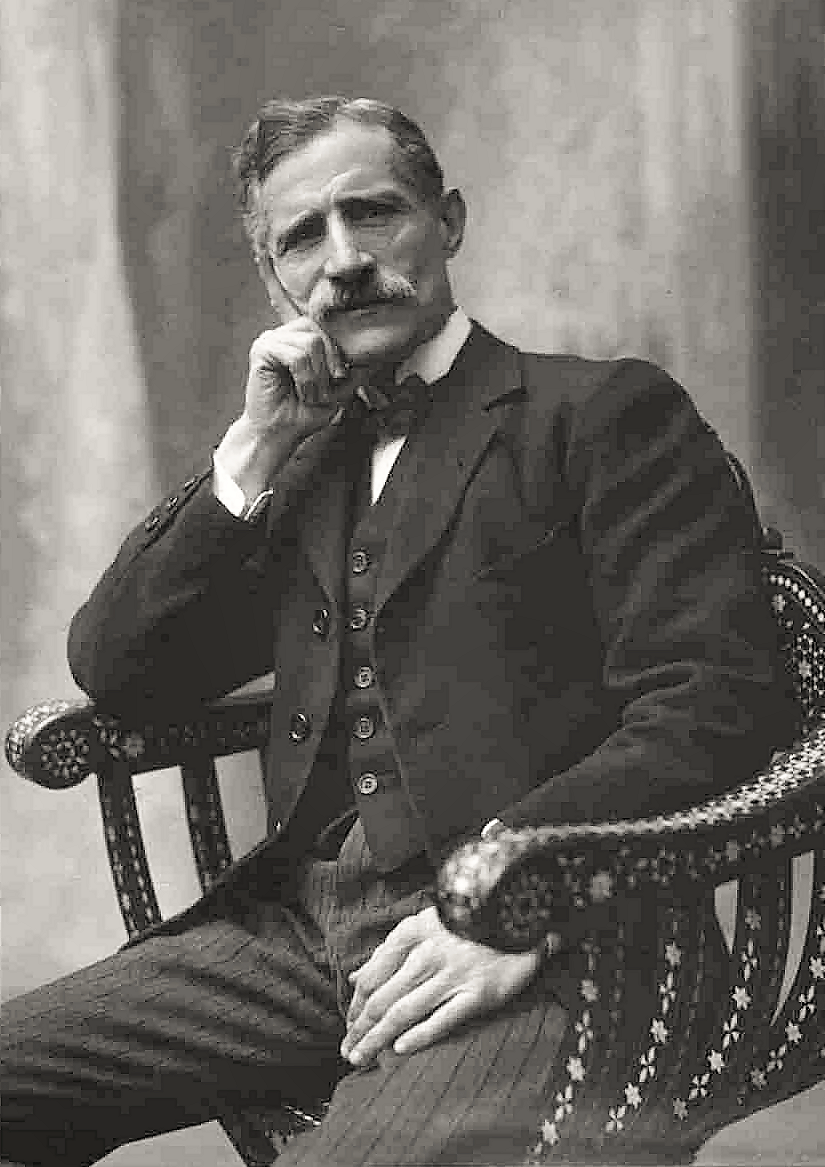
Giannino Antona Traversi

- Giannino Ancillotto, ufficiale e aviatore italiano
- Giannino Antona Traversi, commediografo, scrittore e politico italiano
- Giannino Bosi, partigiano italiano
- Giannino Camperio, dirigente sportivo, allenatore di calcio e calciatore italiano
- Giannino Castiglioni, scultore, pittore e medaglista italiano
- Giannino Di Teodoro, calciatore e allenatore di calcio italiano
- Giannino Ferrari dalle Spade, giurista italiano
- Giannino Marzotto, pilota automobilistico italiano

### Altre varianti maschili
- Gianetto Biondini, pittore italiano
- Giannetto Cavasola, politico italiano
- Giannetto De Rossi, truccatore, regista e sceneggiatore italiano
- Giannotto Lomellini, doge della Repubblica di Genova
- Giannozzo Manetti, scrittore, filologo e umanista italiano
- Gianello Torriani, orologiaio, matematico e inventore italiano naturalizzato spagnolo

### Variante femminile Gianna

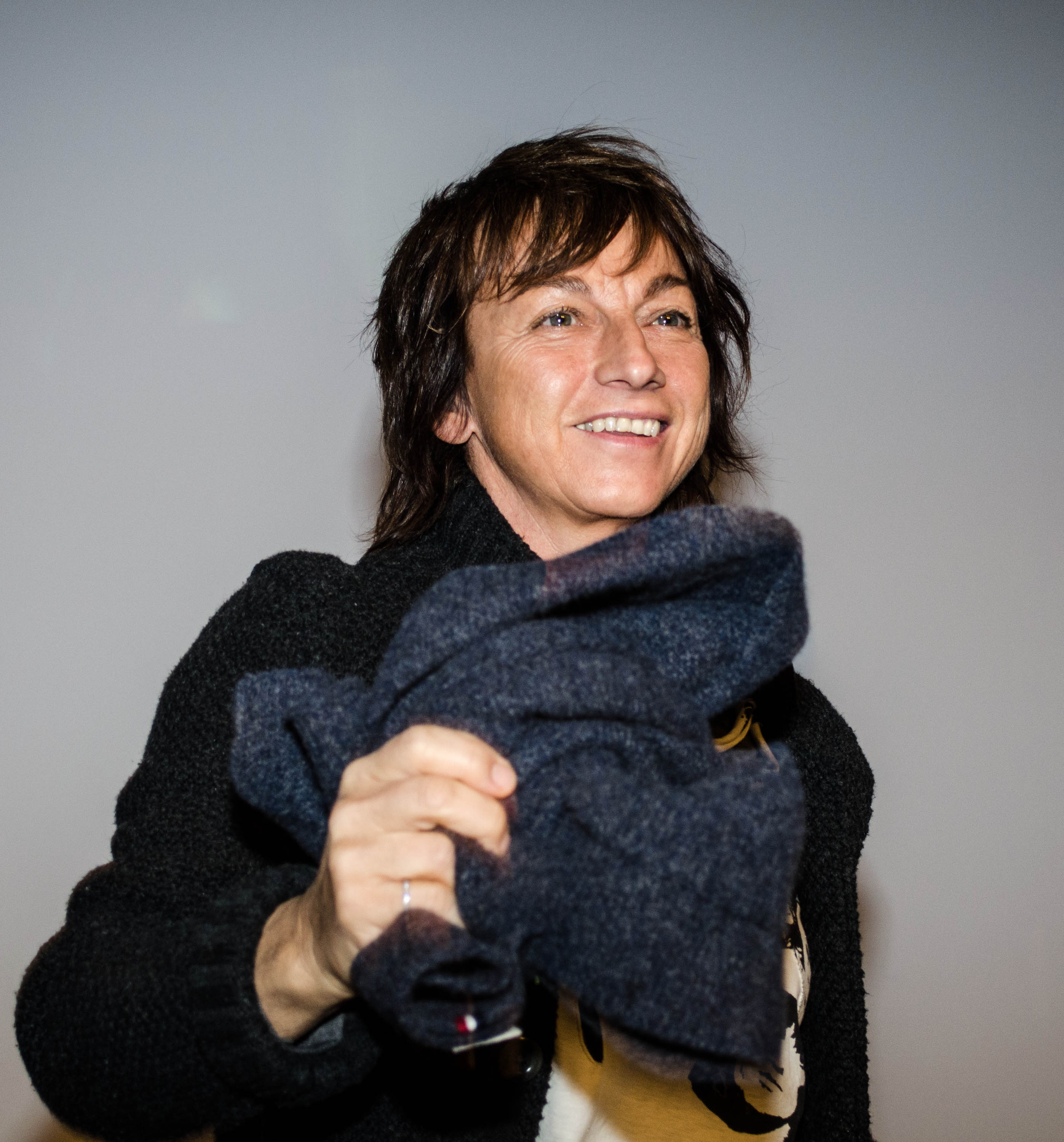
Gianna Nannini

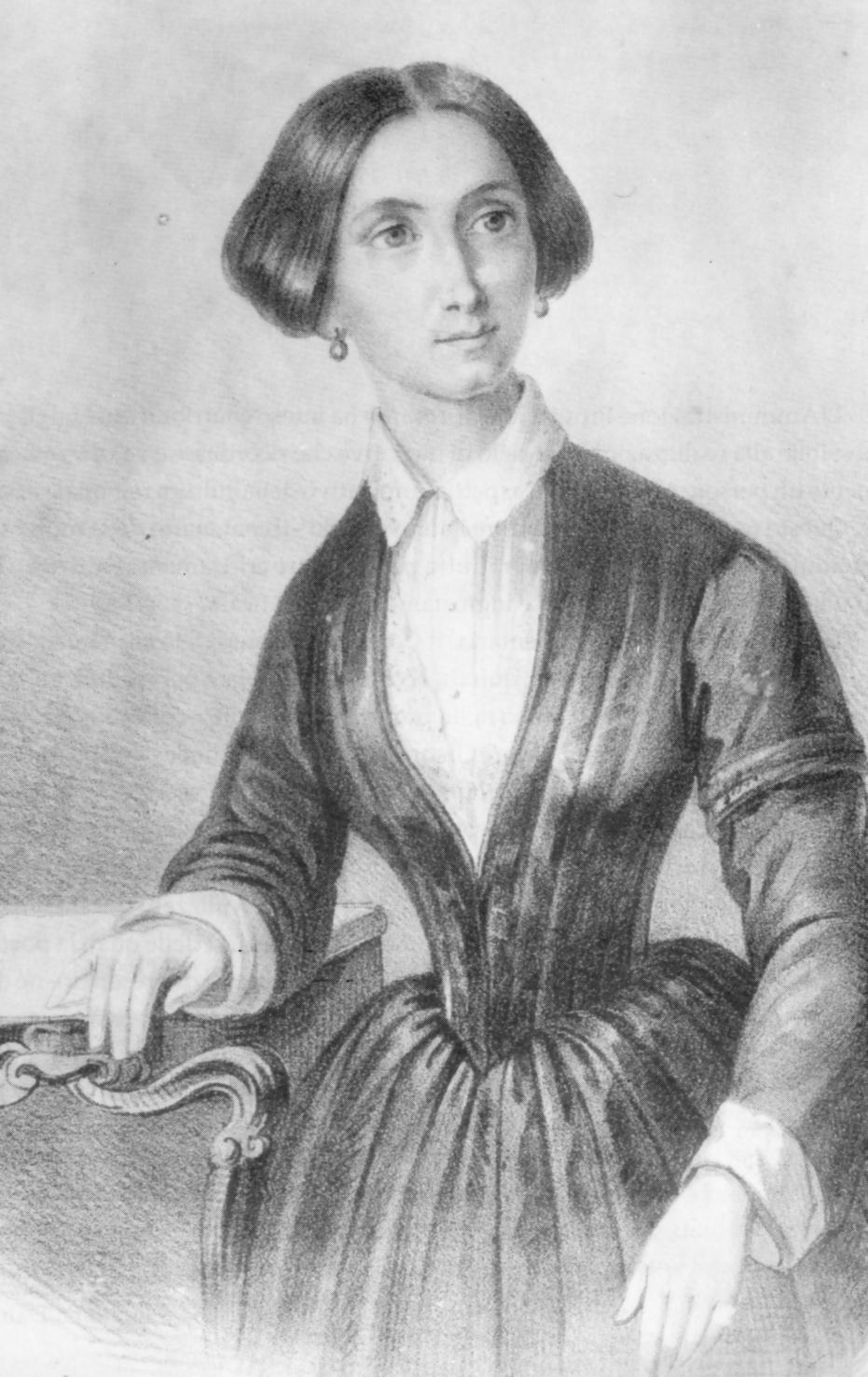
Giannina Milli

- Gianna Angelopoulos, politica greca
- Gianna Beretta Molla, pediatra italiana
- Gianna Maria Canale, attrice italiana
- Gianna D'Angelo, soprano statunitense
- Gianna Gancia, politica italiana
- Gianna Giachetti, attrice italiana
- Gianna Giuffrè, attrice, cantante e soubrette italiana
- Gianna Manzini, scrittrice italiana
- Gianna Maranesi, modella italiana
- Gianna Nannini, cantautrice e musicista italiana
- Gianna Piaz, attrice e doppiatrice italiana
- Gianna Quinti, cantante italiana
- Gianna Terribili-Gonzales, attrice italiana

### Variante femminile Giannina
- Giannina Arangi-Lombardi, soprano italiano
- Giannina Braschi, poetessa, scrittrice e saggista portoricana
- Giannina Censi, ballerina e coreografa italiana
- Giannina Chiantoni, attrice italiana
- Giannina Facio, attrice costaricana
- Giannina Milli, scrittrice, poetessa estemporanea ed educatrice italiana

### Altre varianti femminili
- Giannetta de' Vacchi, contadina italiana che sarebbe stata testimone di apparizioni mariane

## Il nome nelle arti
- Giannettino è il protagonista di una serie di romanzi educativi per l'infanzia (il primo dei quali si intitola appunto Giannettino) scritti da Carlo Collodi.
- "Gianni e Pinotto" (in inglese Abbott and Costello) è il nome d'arte di un duo comico composto da Bud Abbott e Lou Costello.
- Gianni è un personaggio del film d'animazione Disney Lilli e il vagabondo.
- Gianni è un personaggio del film del 1956 Totò, Peppino e la... malafemmina, diretto da Camillo Mastrocinque.
- Gianni è un personaggio dei film Sapore di mare (1983, regia di Carlo Vanzina) e Sapore di mare 2 - Un anno dopo (1983, regia di Bruno Cortini).
- Gianni è il protagonista del film del 2008 Pranzo di ferragosto, diretto e interpretato da Gianni Di Gregorio.
- Gianni è il protagonista del film del 2011 Gianni e le donne, diretto e interpretato da Gianni Di Gregorio.
- Gianni Perego è uno dei protagonisti del film del 1974 C'eravamo tanto amati, diretto da Ettore Scola.
- Gianni Perego è un personaggio (omonimo del precedente benché fra i due non ci sia alcuna affinità) del film del 1984 Giochi d'estate, diretto da Bruno Cortini.
- Gianni Coletti è il protagonista della serie televisiva Zio Gianni.
- Gianni è un personaggio del film del 2023 Il migliore dei mondi, diretto e interpretato da Maccio Capatonda.